# Anderson Arroyo
Anderson Arroyo, né le 27 septembre 1999 à Quibdó, est un footballeur colombien qui évolue au poste d'arrière droit au Burgos CF.

## Biographie

### Carrière en club

#### Débuts en Colombie (jusqu'en 2018)
Né à Quibdó, Anderson Arroyo est issu du centre de formation du Fortaleza, avec lequel il fait ses débuts en équipe première le 19 novembre 2015, entrant en jeu lors d'une victoire 3-1 à domicile en Categoría Primera B, contre le Deportivo Pereira. Voyant son équipe assurer la promotion alors qu'il fait ses premiers pas en senior, il découvre ainsi l'élite colombienne à seulement 16 ans, la saison suivante,,.
Cumulant en tout 22 matchs avec le club colombien entre la coupe et les championnats, Arroyo est ensuite transféré au Liverpool FC, en février 2018,.

#### Arrivée à Liverpool et premiers prêts (2018-2020)
Arrivé dans un club en pleine renaissance sous l'égide de Jürgen Klopp, c'est d'abord en prêt que le jeune colombien va découvrir le football européen : ainsi pendant que les reds remportent consécutivement la Ligue des champions puis la Premier League, enchaine les saisons en Espagne, en Belgique puis en Tchéquie, respectivement avec Majorque, La Gantoise, et le Mladá Boleslav.
S'il s'impose comme titulaire avec la reserve du RCD Mallorca, sans toutefois intégrer l'équipe première, son séjour en Belgique pour la saison 2018-2019 est plus compliqué, victime de dissensions internes au club, il n'est pas intégré à l'effectif de Pro League, finissant par s'entrainer avec les moins de 21 ans,,.
De retour en Angleterre à l'été 2019, Arroyo est sélectionné par Klopp pour la préparation estivale avec l'effectif professionnel, mais il est privé d'apparition en match amical du fait d'une fracture du métatarse qui l'éloignera des terrains pour plus de deux mois. Il est finalement à nouveau prêté, tardivement, cette fois au FK Mladá Boleslav en Première Ligue : mais là encore il trouve peu d'opportunité pour jouer en équipe première, notamment du fait de ses appels en sélection, est des absences en club qu'ils entrainent.

#### Affirmation en Espagne (depuis 2020)
C'est finalement un prêt en troisième division espagnole chez le Salamanca CF UDS qui va vraiment lancer la carrière européenne du colombien. Fort d'une saison 2020-2021 où il s'impose comme titulaire à Salamanque, Arroyo enchaine avec un nouveau prêt, cette fois au niveau supérieur, au CD Mirandés, devenant un élément central de l'effectif castillan, d'abord à son poste d'arrière droit, mais ensuite surtout comme défenseur central dans une défense à 3 ou à 4.
Alors que la fin de saison 2021-2022 est aussi celle de l'explosion de Luis Díaz avec les Reds, dont il devient le premier joueur colombien, Arroyo prolonge lui son contrat avec Liverpool à l'été 2022. Devant faire face à la difficulté d'obtenir un permis de travail en Angleterre depuis son arrivée, le jeune défenseur fait néanmoins encore partie des plans du club sur le long terme, étant en attendant encore prêté en Espagne, au Deportivo Alavés, candidat assumé à la montée en Liga,,.

## Palmarès
| CD Fortaleza - Primera B - Finaliste en 2015 (en) |